# ジェイミー・ヒースリップ
ジェイミー・ヒースリップ（Jamie Heaslip、1983年12月15日 - ）は、アイルランドの元ラグビー選手。

## プロフィール
- イスラエル・ティベリア出身[1]。
- ポジションはナンバーエイト(No.8)。
- 身長 192cm、体重 110kg
- アイルランド代表通算キャップ数は95。
- ラグビーワールドカップ2011・ラグビーワールドカップ2015のアイルランド代表に選ばれた[2]。
- ブリティッシュ・アンド・アイリッシュ・ライオンズに選ばれたことがある[3]。

## 略歴
2005年、レンスターに加入。 
2018年、現役を引退した。

## 受賞歴
- IRPA年間ベストトライ賞:2016年[6]
- IRPA特別賞:2019年[7]